# Campeonato Paraense de Futebol de 2000
O Campeonato Paraense de Futebol de 2000 foi a 88º edição da divisão principal do campeonato estadual do Pará. O campeão foi o Paysandu que conquistou seu 38º título na história da competição. O Castanhal foi o vice-campeão. O artilheiro do campeonato foi Edil, jogador do Castanhal, com 16 gols marcados.

## 1ª fase

### Participantes
| Equipe          | Cidade          | Em 1999              | Estádio            | Capacidade | Títulos (mais recente) | Part. |
| --------------- | --------------- | -------------------- | ------------------ | ---------- | ---------------------- | ----- |
| Águia de Marabá | Marabá          | 6º                   | Zinho de Oliveira  | 5.000      | 0 (não possui)         | 2     |
| Carajás         | Outeiro (Belém) | 1º (Segunda Divisão) | Ilha de Outeiro    | 5 000      | 0 (não possui)         | 1ª    |
| Castanhal       | Castanhal       | 3º                   | Modelão            | 7.500      | 0 (não possui)         | 6     |
| Paysandu        | Belém           | 2º                   | Curuzu             | 16.200     | 37 (1998)              | 84    |
| Remo            | Belém           | 1º                   | Baenão             | 12.000     | 38 (1999)              | 84    |
| Santa Rosa      | Belém           | 10º                  | Curuzú             | 12.500     | 0 (não possui)         | 14    |
| São Francisco   | Santarém        | 7º                   | Colosso do Tapajós | 20.000     | 0 (não possui)         | 3     |
| São Raimundo-PA | Santarém        | 5º                   | Colosso do Tapajós | 16.000     | 0 (não possui)         | 3     |
| Sport Belém     | Belém           | 9º                   | Curuzu             | 16.200     | 0 (não possui)         | 33    |
| Tiradentes-PA   | Belém           | 2º (Segunda Divisão) | Souza              | 5.000      | 0 (não possui)         | 25    |
| Tuna Luso       | Belém           | 4º                   | Souza              | 5.000      | 10 (1988)              | 66    |
| Vênus           | Abaetetuba      | 8º                   | Humberto Parente   | 3.100      | 0 (não possui)         | 3     |

### Grupo B
- Graças a uma denúncia por parte do Remo de irregularidade na escalação do jogador Leandrinho pelo Tiradentes-PA, este mesmo foi punido em reversão dos seguintes resultados que lhe custaram 6 pontos: [1]